# حمام تیله بن
حمام تیله بن مربوط به دوره قاجار است و در شهرستان ساری، بخش چهاردانگه، دهستان چهاردانگه، جنوب شرقی روستای تیله بن واقع شده و این اثر در تاریخ ۹ بهمن ۱۳۸۶ با شمارهٔ ثبت ۲۰۶۷۵ به‌عنوان یکی از آثار ملی ایران به ثبت رسیده است.